# Desi Perkins
Desi Perkins (Los Angeles, Califòrnia, 3 de març de 1987) és una influenciadora, youtuber i bloguera de bellesa estatunidenca.
El contingut audiovisual del seu canal de bellesa proporciona als seus seguidors tutorials de maquillatge, avaluacions i proves de nous productes i col·laboracions amb marques de cosmètica i moda. Actualment compta amb més de 3 milions de seguidors a YouTube.
Entre d'altres publicacions, trobem a la influenciadora com a referent entre les blogueres "top 10" de bellesa als reculls de premsa : la revista Elle ha publicat al seu web dos dels seus vídeotutorials d'automaquillatge: el primer, l'any 2017, on recomanava als seus lectors el maquillatge de Halloween que duia la bloguera; i el segon, l'any 2019, amb un article de maquillatges de cap d'any, on era anomenada "la gurú de la bellesa", en paraules de la revista.
Al mateix temps, la revista de moda Marie Claire publicava un article explicant el vídeotutorial del procediment que Desi Perkins feia per cobrir les marques d'acne amb maquillatge. Més tard, l'any 2018, la CBS News l'anomenava en un article sobre les influenciadores més destacades del moment, i feia esment a Desi Perkins explicant com els seus vídeotutorials es van arribar a fer virals. Recentment, ha estat nominada, entre d'altres bloguers, als premis "people's choice awards" en la categoria d'influenciador/a de l'any 2019.
Entre les seves col·laboracions, cal fer esment a les col·leccións de maquillatge. L'agost de 2017, Desi Perkins va crear juntament amb la marca de cosmètica Dose of Colors i Katy De Groot, una col·lecció de maquillatge d'edició limitada anomenada DesixKaty collection", la qual es va esgotar a les poques hores d'haver sortit a la venda el mateix dia del llançament. Posteriorment, al novembre de 2018, la firma de cosmètica "Benefit Cosmetics" es va unir amb Desi Perkins per crear una col·laboració d'edició limitada anomenada Bomb Ass Brows. El kit tenia un preu de 59 dòlars i va exhaurir totes les vendes en 24 hores.